# Olympische Sommerspiele 2000/Radsport – Straßenrennen (Frauen)
Das Straßenrennen der Frauen bei den Olympischen Spielen 2000 in Sydney fand am 26. September 2000 statt.

## Ergebnisse
| Rang | Athletin                      | Nation             | Zeit (h) | Defizit (min) |
| ---- | ----------------------------- | ------------------ | -------- | ------------- |
| 1    | Leontien Zijlaard-van Moorsel | Niederlande        | 3:06:31  |               |
| 2    | Hanka Kupfernagel             | Deutschland        | 3:06:31  | + 0:00        |
| 3    | Diana Žiliūtė                 | Litauen            | 3:06:31  | + 0:00        |
| 4    | Anna Willson                  | Australien         | 3:06:31  | + 0:00        |
| 5    | Swetlana Bubnenkowa           | ROC                | 3:06:31  | + 0:00        |
| 6    | Magali Le Floc’h              | Frankreich         | 3:06:31  | + 0:00        |
| 7    | Sülfija Sabirowa              | ROC                | 3:06:31  | + 0:00        |
| 8    | Heide Van de Vijver           | Belgien            | 3:06:31  | + 0:00        |
| 9    | Yvonne Schnorf                | Schweiz            | 3:06:31  | + 0:00        |
| 10   | Sara Symington                | Großbritannien     | 3:06:31  | + 0:00        |
| 11   | Geneviève Jeanson             | Kanada             | 3:06:31  | + 0:00        |
| 12   | Mirjam Melchers               | Niederlande        | 3:06:31  | + 0:00        |
| 13   | Rasa Polikevičiūtė            | Litauen            | 3:06:31  | + 0:00        |
| 14   | Joane Somarriba               | Spanien            | 3:06:31  | + 0:00        |
| 15   | Alessandra Cappellotto        | Italien            | 3:06:31  | + 0:00        |
| 16   | Nicole Brändli                | Schweiz            | 3:06:31  | + 0:00        |
| 17   | Tatjana Stiaschkina           | Ukraine            | 3:06:31  | + 0:00        |
| 18   | Jacinta Coleman               | Neuseeland         | 3:06:31  | + 0:00        |
| 19   | Oxana Saprikina               | Ukraine            | 3:06:31  | + 0:00        |
| 20   | Cindy Pieters                 | Belgien            | 3:06:31  | + 0:00        |
| 21   | Pia Sundstedt                 | Finnland           | 3:06:31  | + 0:00        |
| 22   | Lyne Bessette                 | Kanada             | 3:06:31  | + 0:00        |
| 23   | Tracey Gaudry                 | Australien         | 3:06:31  | + 0:00        |
| 24   | Yvonne McGregor               | Großbritannien     | 3:06:31  | + 0:00        |
| 25   | Edita Pučinskaitė             | Litauen            | 3:06:37  | + 0:06        |
| 26   | Jeannie Longo-Ciprelli        | Frankreich         | 3:06:37  | + 0:06        |
| 27   | Ceris Gilfillan               | Großbritannien     | 3:06:37  | + 0:06        |
| 28   | Juanita Feldhahn              | Australien         | 3:06:37  | + 0:06        |
| 29   | Monica Valen                  | Norwegen           | 3:08:02  | + 1:31        |
| 30   | Petra Rossner                 | Deutschland        | 3:09:17  | + 2:46        |
| 31   | Valeria Cappellotto           | Italien            | 3:09:17  | + 2:46        |
| 32   | Priska Doppmann               | Schweiz            | 3:10:17  | + 3:46        |
| 33   | Walentina Karpenko            | Ukraine            | 3:10:33  | + 4:02        |
| 34   | Fátima Blázquez               | Spanien            | 3:10:33  | + 4:02        |
| 35   | Ingunn Bollerud               | Norwegen           | 3:10:33  | + 4:02        |
| 36   | Roz Reekie-May                | Neuseeland         | 3:10:34  | + 4:03        |
| 37   | Chantal Beltman               | Niederlande        | 3:10:34  | + 4:03        |
| 38   | Solrun Flatås                 | Norwegen           | 3:11:04  | + 4:33        |
| 39   | Catherine Marsal              | Frankreich         | 3:11:04  | + 4:33        |
| 40   | Vanja Vonckx                  | Belgien            | 3:12:40  | + 6:09        |
| 41   | Miho Oki                      | Japan              | 3:12:40  | + 6:09        |
| 42   | Olga Sljussarewa              | ROC                | 3:13:27  | + 6:56        |
| 43   | Clara Hughes                  | Kanada             | 3:16:49  | + 10:18       |
| 44   | Cláudia Carceroni-Saintagne   | Brasilien          | 3:24:19  | + 17:48       |
| 45   | Chen Chiung-yi                | Chinesisch Taipeh  | 3:28:00  | + 21:29       |
| 46   | Dania Pérez                   | Kuba               | 3:28:28  | + 21:57       |
| 47   | Nicole Freedman               | Vereinigte Staaten | 3:28:28  | + 21:57       |
| 48   | Maria Cagigas                 | Spanien            | 3:28:29  | + 21:58       |
| 49   | Janildas Silva                | Brasilien          | 3:35:12  | + 28:41       |
| –    | Yoanka González Pérez         | Kuba               | DNF      | DNF           |
| –    | Ina-Yoko Teutenberg           | Deutschland        | DNF      | DNF           |
| –    | Deirdre Murphy                | Irland             | DNF      | DNF           |
| –    | Roberta Bonanomi              | Italien            | DNF      | DNF           |
| –    | Susy Pryde                    | Neuseeland         | DNF      | DNF           |
| –    | Bianca Netzler                | Samoa              | DNF      | DNF           |
| –    | Mari Holden                   | Vereinigte Staaten | DNF      | DNF           |
| –    | Karen Kurreck                 | Vereinigte Staaten | DNF      | DNF           |